# Фокс Чејс (Пенсилванија)
Фокс Чејс (енгл. Fox Chase) насељено је место без административног статуса у америчкој савезној држави Пенсилванија.

## Демографија
По попису из 2010. године број становника је 1.622.
| Група             | 2000.    | 2010.         |
| Белци             | 0 (0,0%) | 1.430 (88,2%) |
| Афроамериканци    | 0 (0,0%) | 59 (3,6%)     |
| Азијати           | 0 (0,0%) | 27 (1,7%)     |
| Хиспаноамериканци | 0 (0,0%) | 86 (5,3%)     |
| Укупно            | 0        | 1.622         |